# Folklore québécois
Le folklore québécois est un ensemble de manifestations culturelles : musique, danses, conte, savoir-faire, croyances et rites, légendes, fêtes. Il est lié à la vie quotidienne, à différents bagages historiques et aux particularités de chaque village de la province de Québec. Il est puisé à même la mémoire collective des Québécois et est souvent passé de génération en génération par transmission orale. Avant d'être qualifiée de folklorique, la chanson, le récit, la coutume ou la croyance doit être acceptée par la collectivité et satisfaire à ses critères.
Le folklore québécois est aussi appelé « culture traditionnelle » ou simplement « culture trad ». On y réfère aussi par l'appellation « patrimoine immatériel », aussi prônée par l'UNESCO, ou « patrimoine vivant », terme notamment employé par le Conseil québécois du patrimoine vivant.

## Musique traditionnelle québécoise
La musique traditionnelle québécoise, aussi appelée musique trad ou musique folklorique, désigne les traditions musicales québécoises découlant d'Irlande, d'Écosse, d'Angleterre, de France et des États-Unis. Le pan instrumental de cette musique, principalement originaire de Grande-Bretagne et d'Irlande, sert dans sa forme traditionnelle à accompagner différentes danses telles la contredanse, le cotillon ou encore le set carré. Le répertoire chanté est, quant à lui, plus fortement influencé par les traditions françaises, quoique le répertoire ait continué de se développer en Amérique du Nord.
Plusieurs éléments sont typiques de la musique traditionnelle québécoise, parmi lesquels les ornements (particulièrement au violon et à l'accordéon diatonique), les accordages alternatifs du violon (en vielle et en grondeuse), la podorythmie, certains types de pièces (ex. les galopes) ou encore la fréquente présence d'asymétrie dans les structures des pièces traditionnelles.
En plus du violon et de l'accordéon, on y trouve fréquemment la guitare, la guimbarde (ou bombarde), l'harmonica et le piano.

### Groupes de musique traditionnelle québécoise

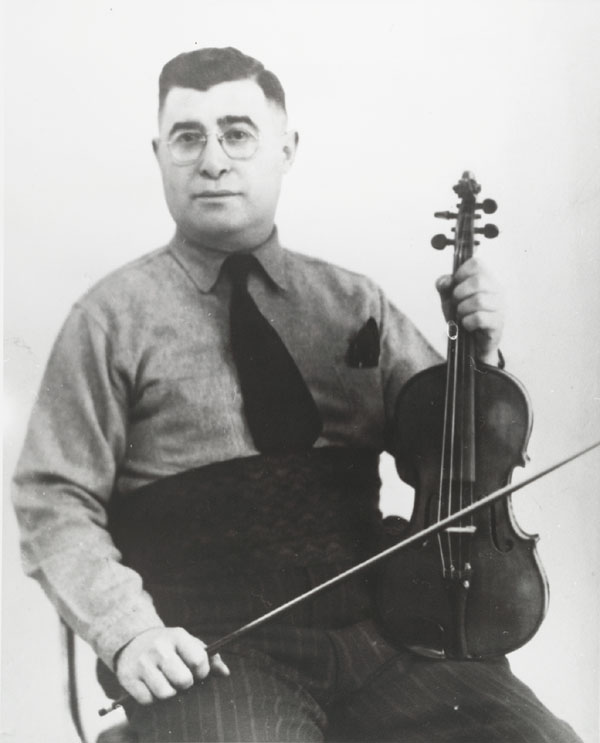
Isidore Soucy, violoneux québécois

Plusieurs artistes et groupes québécois ont fait leur réputation avec la musique traditionnelle québécoise. Voici quelques groupes parmi les plus notoires (en ordre chronologique).
Formations notables
- Le Rêve du Diable
- La Bottine souriante
- Les Charbonniers de l'Enfer
- Le Vent du Nord
- Galant, tu perds ton temps

Musiciens solistes notables
- La Bolduc
- Jean Carignan
- Philippe Bruneau
- Louis-Pitou Boudreault

## Danse traditionnelle québécoise

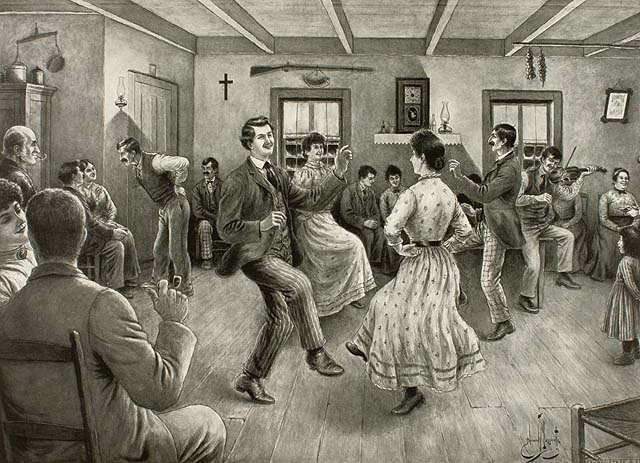
Représentation d'une veillée de danse traditionnelle par Edmond-Joseph Massicotte, en 1915

À l'instar de la musique traditionnelle québécoise, la danse folklorique tire ses origines des Îles Britanniques, de France et des États-Unis. On peut la diviser en deux grandes catégories, soit les danses de pas ou danses percussives (la gigue) et les danses de figures (comme la contredanse ou le set carré). Certaines danses sont à mi-chemin entre ces deux catégories, comme le Brandy.
La pratique du câll, quant à elle, est relativement récente puisqu'elle ne remonte qu'à la première moitié du 20e siècle.
Parmi les principaux vecteurs de transmission de la danse traditionnelle, les troupes de danse, aussi appelées ensembles folkloriques, ont joué un rôle important. Voici une série d'ensembles notables, dont la majorité sont toujours actifs.

### Ensembles folkloriques
- Les Sortilèges
- Compagnie de danse Mackinaw (Drummondville)
- Compagnie de danse Migrations (Québec)
- Les Éclusiers de Lachine
- Tissés serrés (fusion des ensembles Les Pieds Légers de Laval et Les Bons Diables)
- Reel et Macadam
- Les Mutins de Longueuil
- Danseurs et musiciens de l'Ile Jésus (Laval)
- Les Farandoles « Ecce Mundo » (Chicoutimi)
- Zeugma Danse (Montréal)
- La R'voyure, projet trad (Montréal)
- Les Chamaniers de Saint-Hyacinthe
- L'Ensemble traditionnel la Foulée (Joliette)

## Savoir-faire
Parmi les nombreux savoir-faire présents sur le territoire québécois, nous retrouvons par exemple les arts textiles tels que le fléché ou le tapis crocheté sur jute, la fabrication de cuillères ou de mocassins, la vannerie traditionnelle ou encore la fabrication de raquettes.
Historiquement, la transmission de ces arts traditionnels se faisait notamment grâce au travail des religieuses ainsi que par transmission directe dans les familles. De nos jours, plusieurs organismes et associations contribuent à sa transmission, parmi lesquels le Cercle de fermières, la Maison Routhier, la Maison des métiers d’arts ainsi que Métiers & Traditions. Le Musée des métiers d’arts du Québec organise différentes expositions pour mettre en valeur des savoir-faire traditionnels.

## Festivals de culture traditionnelle
Les festivals de culture traditionnelle présentent généralement des spectacles de musique, de chanson, de danse ou de conte. Ces manifestations incluent habituellement des activités d'initiation ou des classes de maître auxquelles les festivaliers peuvent prendre part. Certains événements possèdent un volet lié à la gastronomie.
De nombreux festivals présentent l'ensemble des arts traditionnels. Le plus grand festival est le Festival Mémoire et Racines. Parmi les autres festivals importants, mentionnons le Festival Chants de Vielles ou le Festival Trad Montréal (anciennement appelé La Grande Rencontre). Plusieurs jeunes festivals, souvent axés sur la musique traditionnelle, ont été crées depuis 2010, parmi lesquels le Festival Ripon Trad (2018) ou encore le Symposium de Folklore de Lévis (2024).
Certains festivals se spécialisent dans une discipline particulière. C'est le cas du Festival Fou du Fil, qui se spécialise en arts textiles, et du Festival international du conte Jos Violon de Lévis.

## Sauvegarde et revitalisation

### Folkloristes et ethnologues québécois
Les chercheurs listés ont étudié des éléments du folklore québécois, c'est-à-dire la danse, la musique, les contes (l'oralité), les rites et coutumes, les savoir-faire traditionnels ou la culture matérielle. (En ordre alphabétique)
- Marius Barbeau
- Robert Bouthillier
- Jean Du Berger
- Ernest Gagnon
- Conrad Gauthier
- Monique Genest LeBlanc
- Vivian Labrie
- Luc Lacourcière
- Adélard Lambert
- Édouard-Zotique Massicotte
- Raoul Roy
- Robert-Lionel Séguin
- Cyril Simard
- Simonne Voyer

### Organismes
- Conseil québécois du patrimoine vivant
- EspaceTrad
- Centre de valorisation du patrimoine vivant
- C.R.A.P.O. de Lanaudière
- Centre Marius-Barbeau
- Centre Mnémo
- Réseau Québec Folklore
- Danse traditionnelle Québec
- Danse Cadence
- Regroupement du conte au Québec
- Société du patrimoine d'expression du Québec (SPEQ)
- Musée des métiers d'arts du Québec
- Maison Routhier, centre d'arts textiles
- Métiers et traditions
- Société québécoise d'ethnologie

### Distinctions dans le secteur du folklore québécois
Des organismes œuvrant en patrimoine vivant et des institutions décernent périodiquement des prix à des porteurs de traditions ou des chercheurs québécois afin de souligner des initiatives d'exception.
Depuis 1978, l'Association canadienne d'ethnologie et de folklore (ACEF) remet la Médaille Marius-Barbeau à des chercheurs. De 1997 à 2007, des artisans œuvrant dans le secteur des traditions du Québec se sont mérités le Prix Félix-Antoine-Savard. Le Centre Mnémo a créé le Prix Mnémo en 1999. EspaceTrad (anciennement la SPDTQ) a instauré le Prix Aldor en 1995 et le remet à l'occasion du Festival Trad Montréal.
Depuis 2018, le Conseil québécois du patrimoine vivant décerne le Prix CQPV à l'occasion de son rassemblement annuel, ainsi que le prix Opus « Concert de l’année – Musique traditionnelle québécoise » lors du Gala des Prix Opus,. Ce dernier prix est remis conjointement avec le Conseil québécois de la musique. Le Conseil québécois du patrimoine vivant a également créé le programme national des Maîtres de traditions vivantes; entre 2020 et 2021, deux cohortes de cinq Maîtres ont été nommées,.